# Hobby
Hobby este un cuvânt de origine engleză, însemnând „pasiune pentru ceva anume”, ca activitate extraprofesională, în timpul liber (de exemplu, a avea un hobby, adică „a avea o pasiune pentru ceva”). 
Termenul francez pentru hobby este violon d'Ingres (Vioara lui Ingres) datorită faptului că renumitul pictor francez Jean Auguste Dominique Ingres avea ca pasiune cântatul la vioară în timpul liber.